# Razest
株式会社Razest（らぜすと　英:Razest co.,ltd.）は、アナログ・デジタルゲームの企画・開発・運営・販売および、ソーシャルアプリケーション事業を行う日本の企業。勝手サイトでのモバイル端末向けオンラインゲームの開発運営としては日本で一番古い会社である。

## 社名の由来
社名は「まだ誰も見たことのない世界を目指したい」という理念に由来する。ルーン文字で"移動"や"変化"を表す「Rad（ラド）」と、"情熱"や"心からの喜び"を表す「Zest（ゼスト）」を組み合わせて作られた。

## オンラインゲーム
括弧内はサービスが開始された年月。
Grave † Cross（2006年）　
ゲムトモで配信。日本初のモバイル端末向けカードバトルゲームであり、日本で最初の基本プレイ無料ゲーム。デジタルでのカードコレクションや、アイテム課金制、ガチャやログインボーナスなどを実装していた。プレイ人口35万人以上。
Lunatic∴Raid（2007年）
ゲムトモで配信。複数プレイヤーのパーティ同士がリアルタイム対戦を行う対戦型RPG。略称はルナレイ。
Legend of Vandia～神魔大戦（2009年）
ゲムトモで配信。PC版の移植・バージョンアップ版も存在した。モバイル端末向け多人数参加型インターネット対戦カードゲーム。15分自動進行型のゲーム性が特徴。300種以上のカードでパーティを組み、クエスト依頼を受け冒険に出るRPGでもある。ゲムトモ版の新要素としてカードのレベルアップや進化などの要素が追加された。
※株式会社バンダイナムコエンターテインメントと共同開発。　
僕らの恋のはじめかた(2011年)
ゲムトモで配信。モバイル端末向け恋愛アドベンチャーゲーム。
※株式会社ヒロシプランニング、ああとあいてぃ株式会社と共同開発。
戦国いろは（2011年）
Mobage、コロプラで配信。オンライン対戦カードゲームであり、位置情報ゲーム。
※株式会社シンクタンクと共同開発
ボクコイ☆せかんどっ！(2013年)
GREE、Mobageで配信。ヒロイン３人でそれぞれ異なるストーリーを楽しめるモバイル端末向け恋愛シミュレーションゲーム。
※株式会社ヒロシプランニング、ああとあいてぃ株式会社と共同開発。
野球魂サムライナイン(2016年)
コロプラで配信。レトロフューチャーを舞台とし、野球部の監督となって全国制覇を目指す、モバイル端末向け野球育成シミュレーションゲーム。ダブルプレー、 盗塁、 犠牲フライ、 ベースカバーなど、試合中に見せるキャラクターの細かい動きが特徴。他のプレイヤーとのオンラインでの協力や、対戦もできた。
ジョリーロジャー 〜謎の文明と海賊島〜（2012年）
dゲーム、コロプラで配信。海賊団の船長として、世界一の海賊団を目指すカードゲーム。海賊島の育成や、リアルタイムチームバトルの要素も備える。
※株式会社シンクタンクと共同開発。
零星のレディオドラグーン（2021年）
dゲームで配信。モンスター育成SFバトルゲーム。ショップ経営、宇宙コロニーの発展、放置ゲームの要素も備える。

## ボードゲーム
括弧内はゲームが発売された年月。
ジョリーロジャー 〜大海の覇権〜（2006年）
最も悪名高い海賊を目指すボードゲーム。「競り」と「デッキ構築」を組み合わせたゲームシステムが特徴。
※タンサン株式会社と共同開発

## サービス
括弧内はサービスが開始された年月。
ゲムトモ（2006年）
モバイル端末向けポータルサイト。「ネットで一緒にゲームを遊べる友達を作る」をコンセプトとし、「Grave†Cross」「Lunatic∴Raid」「Legend of Vandia」などのモバイル端末向けブラウザゲームを中心に、ゲームのプレイ日記、掲示板などを統合していた。